# Sixteen

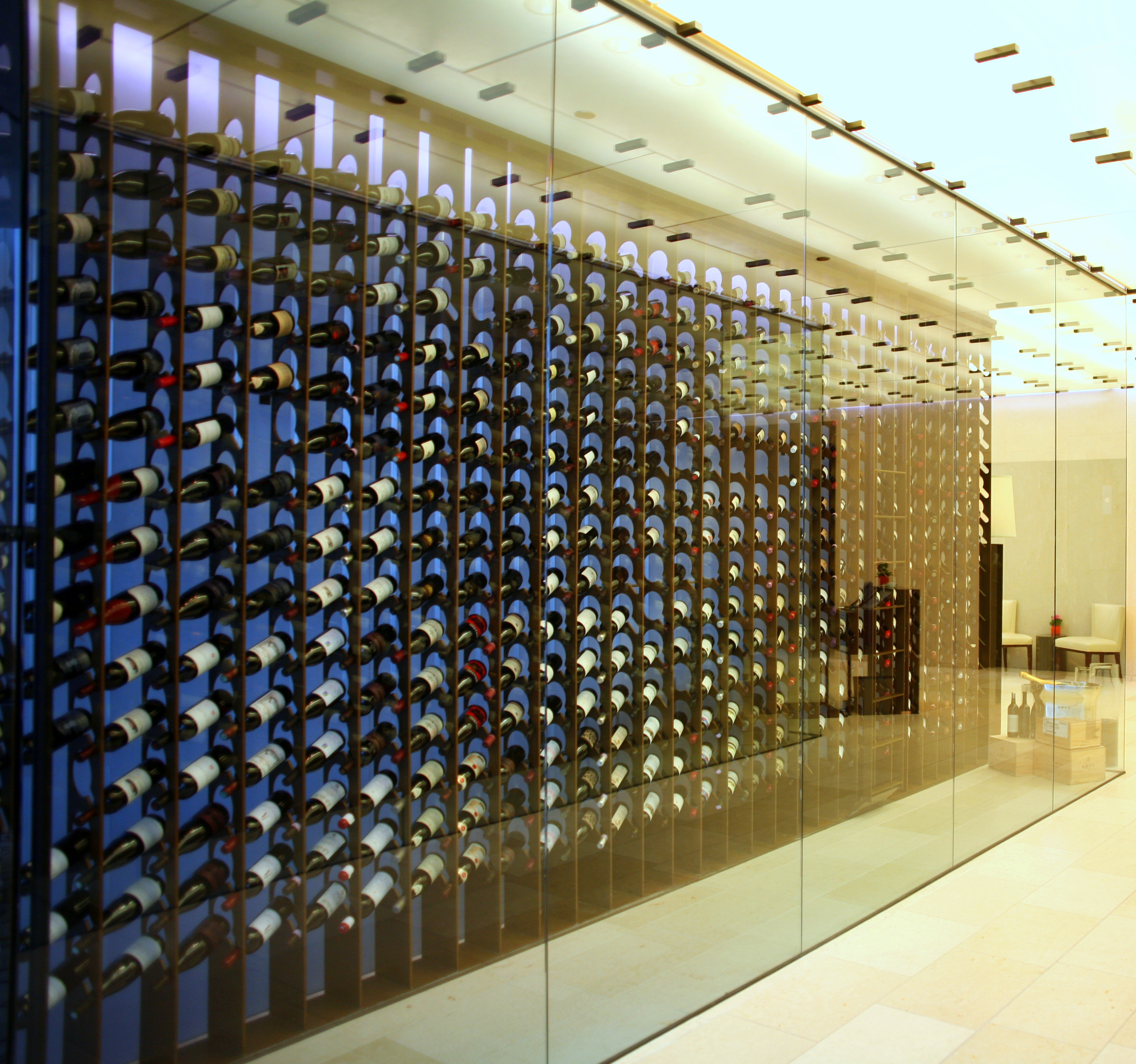
Un botellero en Sixteen.

Sixteen (en inglés, Dieciséis) es un restaurante situado en la planta dieciséis del Trump International Hotel and Tower, ubicado en el área comunitaria Near North Side de Chicago, Estados Unidos. Es una de los tres opciones para comer que ofrece el hotel. Sixteen abrió sus puertas a comienzos de febrero de 2008, y en junio de 2009 abrió una terraza exterior adyacente, llamada The Terrace at Trump, tras la finalización de la construcción del hotel.
El restaurante y la terraza son conocidos por las vistas que ofrecen de la ciudad. La vista hacia el este incluye el lago Míchigan, el río Chicago y el Wrigley Building. Durante el verano, se pueden ver los fuegos artificiales de Navy Pier sobre el lago . La Forbes Travel Guide (antiguamente Mobil Travel Guide) otorga al restaurante una clasificación de cinco estrellas.

## Historia

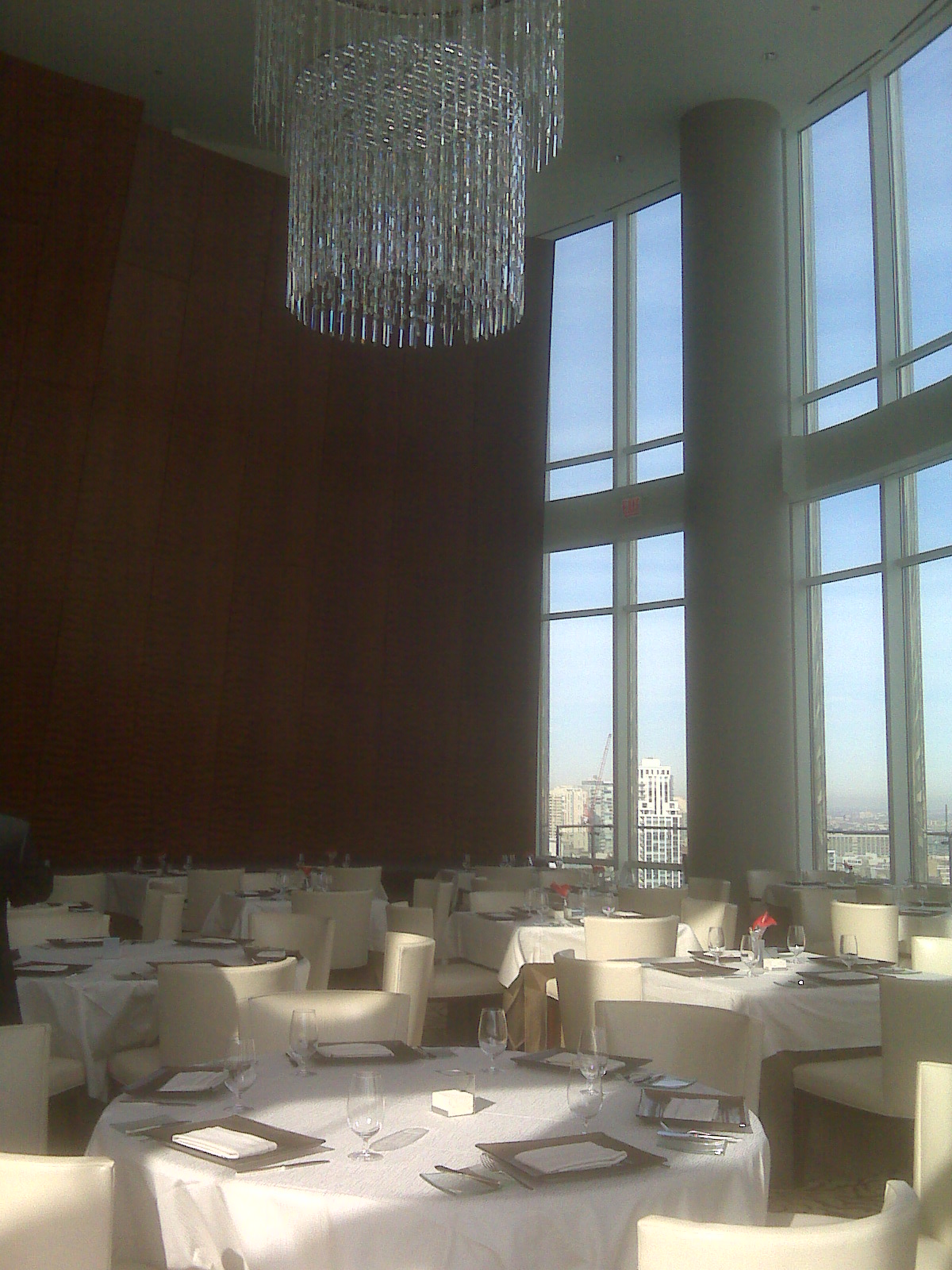
El comedor principal y su lámpara.

Sixteen fue diseñado por Joe Valerio, cuyos trabajos anteriores incluyen la tienda de Garmin en la Magnificent Mile. Valerio tuvo que trabajar con las limitaciones espaciales determinadas por los arquitectos de la torre, Skidmore, Owings & Merrill. Por ejemplo, tuvo que hacer frente a las complicaciones derivadas de la diversidad de formas de los pilares (algunos son cuadrados, otros circulares y otros rectangulares). También tuvo que integrar en su diseño los marcos de aluminio de las ventanas del rascacielos y un garaje para equipos de lavado de ventanas, que usa un espacio con vistas al río Chicago. Sixteen abrió en febrero de 2008, pocas semanas después de que se inauguraran parcialmente las plantas inferiores del hotel, antes de que se terminara la construcción del edificio.

## Arquitectura
Sixteen se ha descrito arquitectónicamente como una secuencia de espacios que no se muestran a la vez, sino en "procesión". El vestíbulo del restaurante tiene forma de T, y el pasadizo que conduce al hotel tiene botelleros de bronce del suelo al techo. Este pasadizo ofrece vistas (elogiadas por el crítico de arquitectura del Chicago Tribune, Blair Kamin, ganador del Premio Pulitzer) de la torre del reloj del Wrigley Building y los arbotantes de la Tribune Tower. Kamin afirma que estas vistas son "más íntimas" que las panorámicas de la Signature Room, un restaurante situado cerca de la cima del John Hancock Center. Estas vistas se han calificado de igualmente impresionantes de día y de noche. La parte principal de esta "procesión" de espacios es la Tower Room (Salón de la Torre), que tiene 9 m de altura y una cúpula de madera de África Occidental. Esta cúpula está decorada con lámparas de Swarovski y tiene espejos de manera que todos los comensales puedan disfrutar de las vistas. El restaurante tiene otros dos salones, llamados por las vistas que ofrecen: la Bridge Room (Salón del Puente) y la River Room (Salón del Río).

## Recepción crítica

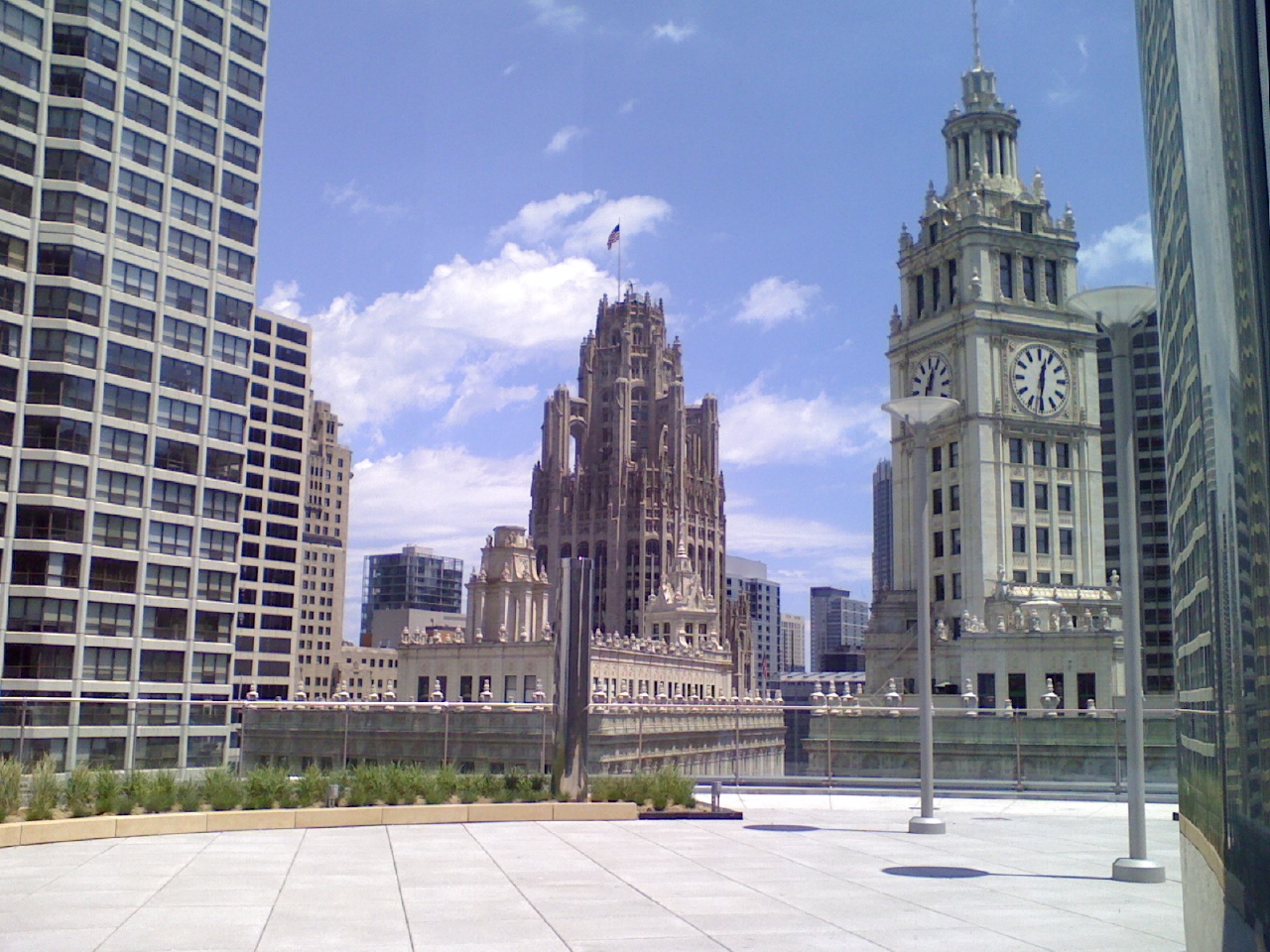
La torre del reloj del Wrigley Building y la Tribune Tower desde The Terrace at Trump.

Fodor's alabó la comida, y la describió como una "única fusión de sabores europeos y asiáticos". Según la crítica de Time Out Chicago, el restaurante es más un lugar para impresionar clientes y citas, debido a su asociación con Donald Trump y las vistas, que una experiencia gastronómica de primera categoría. La guía anual de Eating & Drinking (Comer y Beber) de esta revista describe al restaurante como majestuoso e impresionante, a los empleados como atentos y profesionales y afirma que la comida está bien presentada. Kamin observa que aunque algunos comentarios que recibió por correo electrónico no alababan tanto al edificio como al restaurante, este ofrece una oportunidad para emular a Guy de Maupassant, de quien se dice que le desagradaba tanto la Torre Eiffel que comía todos los días en su restaurante para no tener que verla. Según la Forbes Travel Guide: 2010 City Guide: Chicago, era uno de los siete restaurantes de cuatro estrellas de Chicago, que tenía dos restaurantes de cinco estrellas. Tres años después, según la Forbes Travel Guide: 2013 City Guide, era uno de los tres restaurantes de cinco estrellas de Chicago. Según esta guía, la comida es "cocina americana meticulosamente diseñada y elaborada, hecha con ingredientes estacionales y presentada a la perfección por unos limpios camareros."
Se ha afirmado que el restaurante es caro, y una crítica atribuye parcialmente estos precios al estatus de Sixteen como restaurante de un hotel. Sin embargo, otros sienten que los precios son apropiados para el ambiente creado por el diseño interior, la arquitectura, las vistas y la asociación con Trump. Según el crítico de restaurantes del Chicago Tribune, Phil Vettel, los precios son respetables dada la experiencia global. Sixteen tiene un bar del que se queja Kamin por sus pocas vistas, pero Phil Vettel dice que es agradable.

## Locales relacionados
Además de Sixteen y el servicio de habitaciones tradicional del hotel, Trump International Hotel and Tower ofrece a sus huéspedes otras dos opciones para comer y beber:
- The Terrace at Trump, que abrió el 25 de junio de 2009,[15] tiene vistas del río Chicago y el lago Míchigan así como de los fuegos artificiales del Navy Pier y fue diseñado para comer al aire libre.[16] Está situada al lado de Sixteen, en el primer retranqueo de la torre.[2] Aunque ofrece un menú de aperitivos y entrantes, se centra en bebidas.[16]

- Rebar. Situado en el entresuelo, el bar del hotel, llamado Rebar, abrió el 18 de abril de 2008.[17] Se anuncia como "Cocina Líquida" debido a su uso de hierbas, frutas y verduras frescas.[18][19] Tiene un bar principal, una sala para estar de pie[17] y una sala VIP con capacidad para 25 personas, situada por encima del lobby del hotel.[17][20]